# The Boxer Rebellion
The Boxer Rebellion est un groupe de rock indépendant britannique, originaire de Londres, en Angleterre. Formé en 2001, il est constitué de Nathan Nicholson (chant, guitare, clavier), Andrew Smith (guitare soliste), Adam Harrison (basse), Piers Hewitt (batterie) et anciennement Todd Howe. Ils comptent un EP éponyme, et six albums studio : Exits (2005), Union (2009), The Cold Still (2011), Promises (2013), Ocean by Ocean (2016) et Ghost Alive (2018). Le troisième album de The Boxer Rebellion, The Cold Still (2011) est mixé et produit par Ethan Johns aux Real World Studios de Peter Gabriel.
Le groupe apparaît dans la comédie romantique Trop loin pour toi, en 2011. Ils interprètent deux titres : If You Run et Spitting Fire. Le personnage de Garreth (joué par Justin Long) se dit être devenu leur producteur à la fin du film.

## Biographie

### Débuts (2000–2004)
En 2000, le chanteur Nathan Nicholson quitte sa ville natale, Maryville, Tennessee, après la mort de sa mère et emménage à Londres. C’est dans la capitale anglaise que Nicholson rencontre le guitariste Todd Howe via une annonce en ligne pour une recherche de musiciens. Cette rencontre marque le début du groupe et d’une longue amitié. Le groupe attire rapidement l’attention du batteur Piers Hewitt, qui vient tout juste d’être diplômé de la London Music School. Leur premier projet porte le nom de Slipperman. Rob Loflin, un ami de Nicholson également originaire du Tennessee, est bassiste à la formation du groupe avant de changer de voie et d’intégrer une école de médecine. Il est remplacé par le bassiste actuel, Adam Harrison, également diplômé de la London Music School. Le groupe, appelé Slipperman à l’époque, produit un single, Lens, ainsi qu'un EP intitulé The Traveler. 
Après s’être renommé The Boxer Rebellion, avoir repensé leurs sonorités et retravaillé leur image, le groupe s’est petit-à-petit construit une communauté de fans fidèles. À la suite de leur participation à la compétition PlayLouder, le groupe a l’opportunité de participer au festival Glastonbury dans la catégorie « Nouveaux Groupes » au côté de Keane. Peu de temps après cette performance, les Boxer Rebellion obtiennent un contrat avec Alan McGee et son label Poptones. Leur premier single, Watermelon, sort le 4 octobre 2003 sous le label Poptones. On y retrouve trois chansons dont « The New Heavy » qui apparaît également sur leur premier LP Exists. Le groupe enregistre ensuite son EP éponyme The Boxer Rebellion EP sur lequel figure les mêmes titres que sur le single « Watermelon » ainsi que deux autres compositions : Code Red et Poursuit. L’EP est produit par Pete Hoffman et masterisé par Ray Staff. 
À la suite de la sortie de leur premier EP, le groupe part en tournée avec The Killers. Durant leur tournée en compagnie de The Raveonettes, Nicholson tombe gravement malade à la suite de l’éclatement de son appendice obligeant le groupe à annuler leur tournée commune,.

### Exits(2005–2008)
Après la sortie de trois nouveaux singles, leur premier album Exits, voit le jour le 2 mai 2005. L’album est produit par Mark Robinson et Chris Sheldon entre les Buker Studios et Jacobs Studios. Exits reçoit des revus brillantes des médias anglais avec des publications dans des journaux à forte influence tels que The Sun, Rock Sound, NME et Kerrang. 
Deux semaines après la sortie de l’album, le label Potpones implose et laisse The Boxer Rebellion sans maison de disque. Ils demeurent indépendants depuis ce jour.  Le groupe continue de financer ses propres concerts et de jouer en Europe, recevant le support d’artistes tels que Lenny Kravitz, Editors et Gary Numan. Le premier clip de The Boxer Rebellion sort en 2005 pour la chanson World Without End. 

### Union(2009–2011)
Le groupe sort son album entièrement auto financé intitulé Union le 14 septembre 2009. Le disque est disponible uniquement sur iTunes et voit son principal single Evacuate nommé « Single iTunes de la semaine » sur la plateforme de streaming. Seulement 5 jours après sa sortie, Union se place en quatrième position du top 100 iTunes en Grande-Bretagne et en seconde position du classement alternatif. The Boxer Rebellion est le premier groupe à s’allier à HMV en Grande-Bretagne pour créer, promouvoir et distribuer un album d’un groupe indépendant. Le groupe révèle le premier vidéoclip issu de l’album Union pour la chanson « Broken Glass », originellement un titre bonus. Le premier single est le morceau Evacuate. La chanson Semi Automatic est utilisée dans la série Les Frères Scott dans un épisode diffusé le 21 septembre 2010, ainsi que dans Human Target : La Cible le 5 janvier 2011.  
En raison d'un manque de copies physiques commercialisées, Union ne figure pas sur la célèbre Official UK Chart en Grande-Bretagne. Une nouvelle qui attire rapidement l'attention des médias tels que NME, The Daily Telegraph ainsi que The Evening Standard. Toute cette attention médiatique propulse le groupe sur le devant de la scène et fait des quatre artistes les premiers à s'immiscer dans les Billboard Album Charts avec uniquement une version numérique. Les chansons du groupe apparaissent dans un grand nombre de séries télévisées, publicités et films tels que NCIS, Human Target, Royal Pains, WWE Raw, Ghost Whisperer, Parents par accident, Les Frères Scott, Grey's Anatomy, Mémoire effacée ou encore Trop loin pour toi. En décembre 2009, Union est nommé « Meilleur album alternatif » par les éditeurs américains d'iTunes.    
En 2010, The Boxer Rebellion est présent au festival South By Southwest à Austin, Texas. Pour l'occasion, ils reçoivent le prix « Best Men In Black » décerné par le magazine Spin.    

### The Cold Still(2011–2012)
Le troisième album de The Boxer Rebellion, intitulé The Cold Still, est publié le 1er février 2011 aux États-Unis sur iTunes, et le 7 février en Europe. L'album est disponible exclusivement sur iTunes durant le mois qui suit sa sortie et se hisse à la vingtième place du classement iTunes aux États-Unis. Le groupe est invité dans l'émission Late Show with David Letterman le 2 février 2011. Ils y interprètent le morceau Step Out of the Car. La même année, ils enregistrent leur premier album live intitulé Live In Tennessee, enregistré et masterisé par Ben McAmis.  
En octobre la même année, le groupe annule sa tournée en Amérique du Nord à la suite de problèmes personnels : « En raison d'une tragédie personnelle, nous avons pris la décision d'annuler nos performances aux États-Unis, au Canada ainsi qu'au Mexique ». La tournée sera reprogrammée entre avril et mai 2012.  

### Promises(2012–2013)
Le 7 novembre 2012, le groupe annonce la sortie d'un album spécial, B-Sides and Rarities Collection, Vol. 1 and 2, composé de chansons inédites. Le premier volume contient des titres enregistrés durant le premier album du groupe intitulé Exits en 2005 et le second se concentre sur des morceaux enregistré pendant Union ainsi que des titres inédits et les chansons bonus présentes sur The Cold Still .
Le groupe termine d'enregistrer son quatrième album studio Promises au mois de février 2013. La vidéo clip pour le premier single « Diamonds » sort le 26 mars. L'album est disponible le 14 mai, et est suivi d'une tournée promotionnelle en octobre de la même année. 

### Ocean by Ocean(2016)
Le 29 avril 2014, Todd Howe quitte le groupe et est remplacé par Andrew Smith. 
Le 7 février 2016, le groupe annonce la sortie de son cinquième album studio, Ocean by Ocean, dont la sortie est prévue pour le 29 avril 2016. Le 15 février, ils dévoilent leur premier single intitulé Keep Me Close, suivi de Big Ideas le 2 mars et Weapon le 15 avril. 

### Ghost Alive(2018)
En octobre 2017, le groupe publie le single, What the Fuck, puis l'album Ghost Alive en mars 2018,.

### EPOpen Arms(2024)
En 2023, Nathan Nicholson chante sur un morceau du DJ néerlandais Joris Voorn, intitulé You & I.
En février 2024, The Boxer Rebellion publie un EP de quatre titres, intitulé Open Arms.
Après une tournée à l'automne 2023, le groupe reprend une tournée au Royaume-Uni et en Europe début 2025.

## Style musical et influences
The Boxer Rebellion commence sa carrière à la fin de la domination des charts par des groupes britanniques tels que Oasis ou encore Radiohead. Leur premier single Watermelon est très bien accueilli par les médias britannique tel que The Fly qui décrit le groupe comme « le Bright Young Things du rock britannique, qui résonne comme un parfait melange de The Cooper Temple Clause et The Verbe ». 
En 2009, Kerrang!' recommande le groupe pour les fans de Muse et Biffy Clyro, avec qui ils ont effectué une tournée en 2004. Q Magazine décrit Union comme « imprégné des sonorités du célèbre album The Bends de Radiohead sortie en 1995 ». Stereoboard pointe les similitudes entre The Boxer Rebellion et les groupes The National et British Sea Power.  

## Médias

### Films
- Trop loin pour toi - If You Run, Spitting Fire et Evacuate
- Le jour où je l'ai rencontré - Spitting Fire
- Flying Lessons - Flashing Red Light Means Go

### Télévision
- NCIS : Enquêtes Spéciales - Caught by the Light
- Human Target : La Cible - Semi-Automatic
- Grey's Anatomy : Both Sides Are Even, New York, You Belong to Me et Dream
- Royal Pains - Doubt
- Les Frêres Scott - Both Sides Are Even et Semi-Automatic
- 24/7 - Both Sides are Even
- Ghost Whisperer - Spitting Fire
- Huge - Soviets
- Les Experts : Manhattan - Locked in the Basement
- A Gifted Man - Both Sides are Even
- Nikita - Caught by the Light
- The Vampire Diaries - Code Red et Dream
- The Originals - Promises
- Forgotten - Silent Movie
- Parents par accident - Soviets
- Retour à Lincoln Heights - Soviets
- Being Human - Both Sides are Even
- Long Way Down - Semi-Automatic
- Shameless - Both Sides are Even et Caught by the Light
- Legit - Keep Moving
- Forever - New York

### Jeux vidéo
- Rocksmith - Step Out of the Car
- FIFA Football 2004 - Watermelon
- Batman: Arkham City -  Losing You

### Publicités
- Publicité Buick - Spitting Fire

## Discographie

### Album live
- 2009 : iTunes Live from London (iTunes exclusivement)

### Compilation
- 2012 : B-Sides and Rarities Collection, Vol. 1 et 2

### EP
- 2003 : The Boxer Rebellion EP (500 only of which 100 signed by the band in gold)
- 2004 : Work In Progress [promo][21]
- 2024 : Open Arms

### Singles
- 2003 : Watermelon (CD, 1000 only/Promo CD MC5084SCD/7", 4 only)
- 2004 :  In Pursuit
- 2004 : Code Red
- 2005 : All You Do Is Talk (téléchargement, CD promotionnel)
- 2007 : Broken Glass (téléchargement)
- 2008 : JFKFC (téléchargement)
- 2008 : The Rescue (téléchargement)
- 2008 : Don't Drag Your Dirty Feet (téléchargement libre)
- 2008 : Evacuate (téléchargement libre, 500 exemplaires)
- 2009 : Flashing Red Light Means Go
- 2011 : Step Out of the Car
- 2011 : The Runner (US)[22]
- 2013 : Diamonds